# 324P/La Sagra
324P/La Sagra è una cometa periodica appartenente al gruppo delle comete della fascia principale che fa parte della più ampia famiglia delle comete gioviane.
Ritenuto inizialmente un asteroide, già dopo alcuni giorni ne veniva scoperta la natura cometaria  e l'appartenenza alle comete della fascia principale . La sua riscoperta il 21 marzo 2015 permetteva la sua numerazione definitiva .
La durata del suo periodo di rivoluzione fa sì che sia ben visibile solo ogni due passaggi al perielio, la prossima opportunità per osservarla in buone condizioni avverrà attorno al passaggio al perielio del 14 ottobre 2026.